# José Luiz Rodi
José Luiz Rodi (Rio de Janeiro, 09 de julho de 1943 - Rio de Janeiro, 18 de setembro de 1995) foi um ator, diretor, produtor, cenógrafo e figurinista brasileiro.

## Carreira
A estréia nos palcos aconteceu em 1964 na peça “A Farsa do Mestre Patelin” e depois esteve em “As Fúrias”; “La Celestina”; “O Cavalinho Azul”; “Maria Minhoca”; “Apocalipse”; “O Palhaço Imaginador”; “A Longa Noite de Cristal”; “Teatro de Cordel” e “Réquiem”.
Na Televisão, ele foi o Visconde de Sabugosa em “O Sítio do Picapau Amarelo“, exibido pela TV Bandeirantes  de 1967 a 1969, e depois o Jabuti da versão da obra de Monteiro Lobato na TV Globo, em 1978/ 1979. Também esteve nas novelas “O Astro” em 1977 e “Memórias de Amor” em 1979.
No Cinema,  atuou em “Pesadelo Sexual de um Virgem” em 1976; “Socorro!Eu Não Quero Morrer Virgem” em 1977; “J.J.J. O Amigo do Super Homem” em 1978; “Eu Compro Essa Virgem” em 1979; “Um Menino…Uma Mulher” em 1980 e “Anúncio de Jornal” em 1984.

## Vida Pessoal
Rodi namorou com a ex-chacrete Rony Rhomberg com que teve uma filha, a atriz Camila Rhodi.

## Morte
Morreu em 18 de setembro de 1995, contaminado pelo vírus da AIDS.

## Filmografia

### Televisão
| Ano              | Título                   | Personagem                        | Notas                                                       |
| ---------------- | ------------------------ | --------------------------------- | ----------------------------------------------------------- |
| 1967             | Sítio do Picapau Amarelo | Visconde de Sabugosa              |                                                             |
| 1972             | Quero Viver              | —                                 |                                                             |
| 1977             | O Astro                  | Henrique Justiniano (Henri Sorei) |                                                             |
| 1977             | Sítio do Picapau Amarelo | Doutor Caramujo                   |                                                             |
| 1977             | Sítio do Picapau Amarelo | Jabuti                            | Episódio: A Cuca Vai Pegar                                  |
| 1978             | Sítio do Picapau Amarelo | Jabuti                            | Episódio: Memórias de Emília                                |
| 1979             | Sítio do Picapau Amarelo | Jabuti                            | Episódio: Sol e Chuva ao Mesmo Tempo, de Raposa é Casamento |
| Memórias de Amor | Branquinho               |                                   |                                                             |
| 1980             | Sítio do Picapau Amarelo | Mestre Cascudo                    | Episódio: A Rainha das Abelhas                              |